# 双柱柃
双柱柃（学名：Eurya bifidostyla）为山茶科柃木属下的一个种。

## 扩展阅读
- 維基物種上的相關：双柱柃